# Coleophora captiosa
Coleophora captiosa é uma espécie de mariposa do gênero Coleophora pertencente à família Coleophoridae.